# Deuteronomos aurantiaca
Deuteronomos aurantiaca là một loài bướm đêm trong họ Geometridae.